# متن مجدد ساختار یافته
متن مجدد ساختار یافته (به انگلیسی: ReStructuredText) یک فرمت فایل برای داده‌های متنی است که عمدتاً در جامعه زبان برنامه‌نویسی پایتون برای مستندات فنی استفاده می‌شود.